# Якушкин, Иван Игнатьевич
Ива́н Игна́тьевич Яку́шкин (29 октября 1918 года — 11 января 1945 года) — участник Советско-финской и Великой Отечественной войн, командир танкового батальона 46-й гвардейской танковой бригады 9-го гвардейского механизированного корпуса 6-й гвардейской танковой армии 2-го Украинского фронта, Герой Советского Союза, гвардии капитан.

## Биография
И. И. Якушкин родился в селе Мишнево (ныне — в Суворовском районе Тульской области).

## Награды
- Медаль «Золотая Звезда» Героя Советского Союза;
- орден Ленина;
- орден Красного Знамени;
- Орден Отечественной войны I и II степени.

## Память
- Имя Героя носит московская школа № 433.